# Natura morta (romanzo)
Natura morta è un romanzo di Lincoln Child e Douglas Preston.
È in ordine cronologico, la quarta avventura che ha per protagonista l'agente dell'FBI Aloysius Pendergast.

## Trama
Il romanzo si svolge a Medicine Creek, una fittizia e alquanto tranquilla cittadina del Kansas, Stati Uniti.

Una sera, viene ritrovato il cadavere di una giovane donna in un campo di grano, la scena che si presenta agli occhi dello sceriffo Hazen è orribile, il corpo è stato smembrato ed intorno ad esso, disposti in cerchio ed impalati su frecce indiane, ci sono una serie di corvi che hanno subito la stessa sorte della donna.

Immediatamente l'omicidio attira l'attenzione dell'agente Pendergast, deciso a catturare il misterioso assassino prima che possa colpire di nuovo.

## Personaggi principali
Aloysius Pendergast: enigmatico agente dell'FBI, segue ufficiosamente le indagini

Corrie Swanson: abitante di Medicine Creek, aiutante dell'agente Pendergast

Josh Hazen: sceriffo della cittadina, non vede di buon occhio la presenza di Pendergast

## Edizioni
- Lincoln Child, Douglas Preston, Natura morta, traduzione di Andrea Carlo Cappi, Sonzogno, 2004,  p. 411, ISBN 88-454-1117-6.